# Campanario-porche

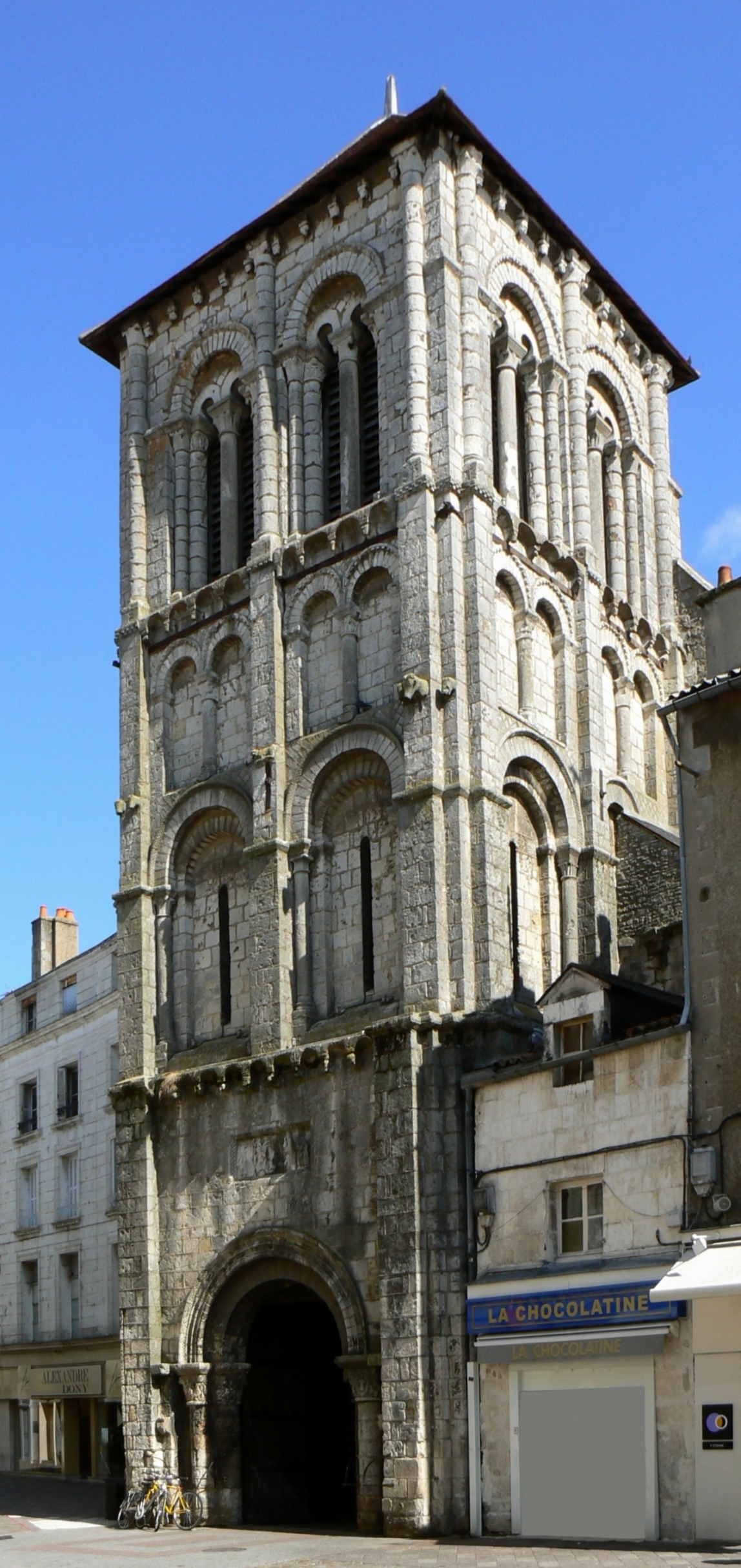
El campanario-porche de la iglesia Saint-Porchaire (Poitiers)

Un campanario-porche (en francés: clocher-porche), o también campanario-pórtico, es un campanario que incorpora en su base la entrada principal de una iglesia. La torre-porche (tour-porche ) es un elemento muy parecido, solamente que no dispone de campanas, lo que la hace diferente del campanario.

## Arquitectura
El porche está integrado en un cuerpo de edificación, o cuerpo de porche, en este caso en un campanario, del que constituye la planta baja. El porche es una pieza o una galería que forma el antecuerpo, que tiene su propia cubierta, delante de un edificio al que permite el acceso. Por lo tanto, el porche está generalmente hors-œuvre (fuera de la obra), es decir, distinto del edificio principal.
El campanario-porche se ubica generalmente en la entrada principal del edificio, en general, en la fachada oeste.
Según Eugène Viollet-le-Duc, el campanario, vinculado a la presencia de campanas, solo aparece tardíamente en la arquitectura religiosa, principalmente inspirado en originen en la basílica romana y no comportando un edificio similar. La creación de los campanarios, por ello, se basó en el modelo de los castillos: torres elevadas que marcaban el poder de la Iglesia, como en otros lugares marcaban el poderio militar. Es natural que el campanario, como un elemento de fortificación, se levantase en la entrada de la iglesia, como para defender su acceso: es el nacimiento del campanario-porche. Además, las iglesias a menudo se integraban en el sistema defensivo de las ciudades y algunos campanarios estaban ellos mismos fortificados. Al principio simple y con frecuencia masiva, la decoración del campanario-porche se enriqueció progresivamente. El campanario-porche es de dimensiones restringidas en la región de la Île-de-France, y no superaba el ancho de las naves laterales, mientras que en las provincias del Centro y del Oeste adquirió proporciones muy vastas.
El campanario-porche masivo fue una de las características del gótico brabantino (como en la catedral de San Rumoldo de Malinas).

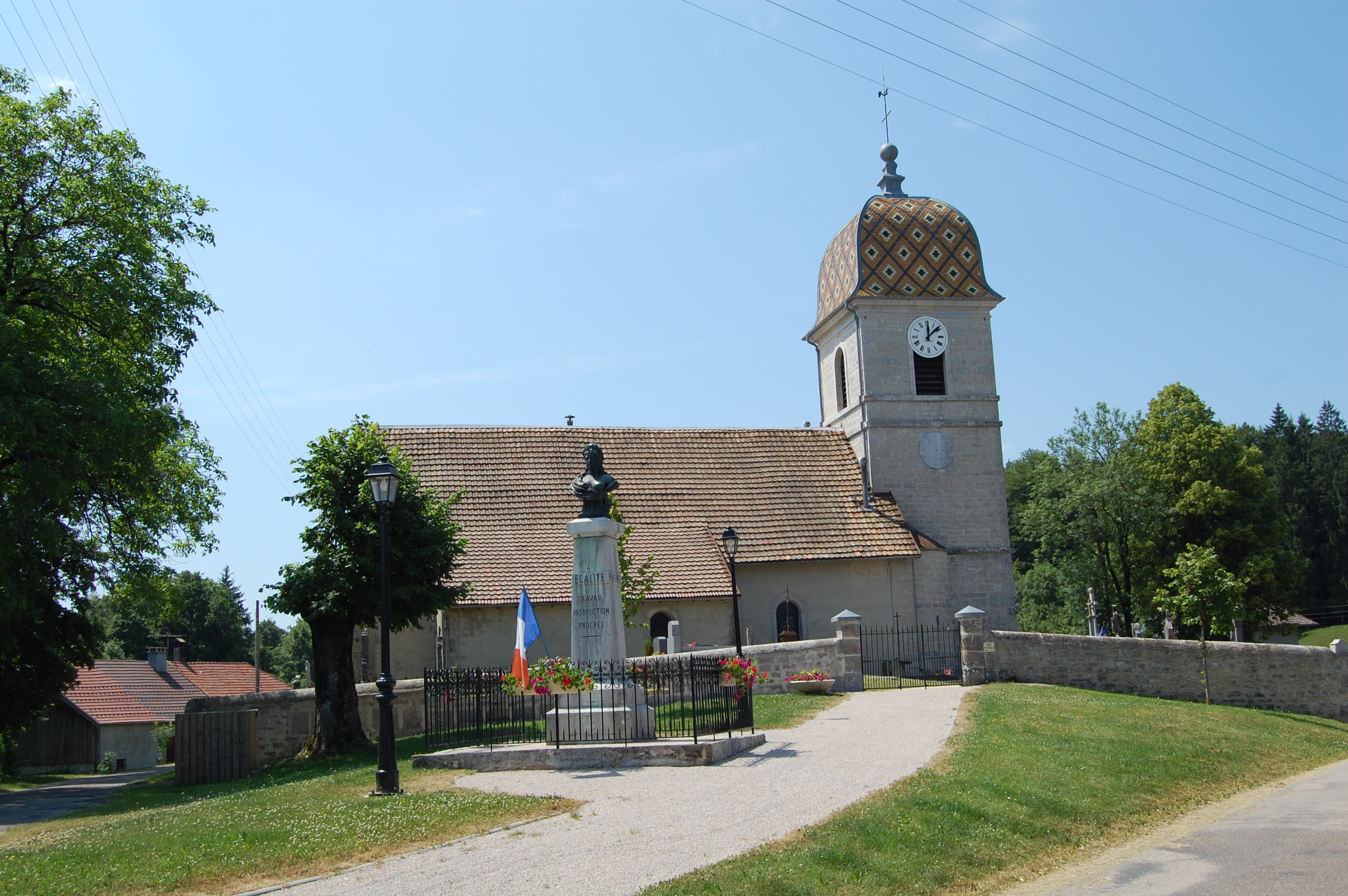
Campanarior contés de Châtelneuf en el Jura

El campanario contés (clocher comtois) (del Franco Condado), es otro ejemplo de campanario-porche: coronado por una cúpula à l'impériale, a menudo está cubierto con azulejos vitrificados; en la región del Franco Condado se construyeron varios cientos en los siglos XVIII y XIX.
El campanario-porche fue uno de los elementos constitutivos de los monumentos religiosos construidos en Francia en el siglo XIX. Esas iglesias, construidas de acuerdo con un pequeño número de plantas tipo, casi siempre incluyen un campanario-porche o un boceto del mismo, coronados la mayoría de las veces con una flecha sola o flanqueados por linternas (tipo kreisker) o un pabellón por falta de presupuesto. A veces, por las mismas razones o debido a las tradiciones locales, el campanario-porche termina con una terraza ornada o no de un campanile de hierro forjado. Los departamentos franceses que han acometido una reconstrucción masiva de sus iglesias, como Loire-Atlantique, tienen una gran mayoría de iglesias con un campanario-porche.

## Galería de imágenes

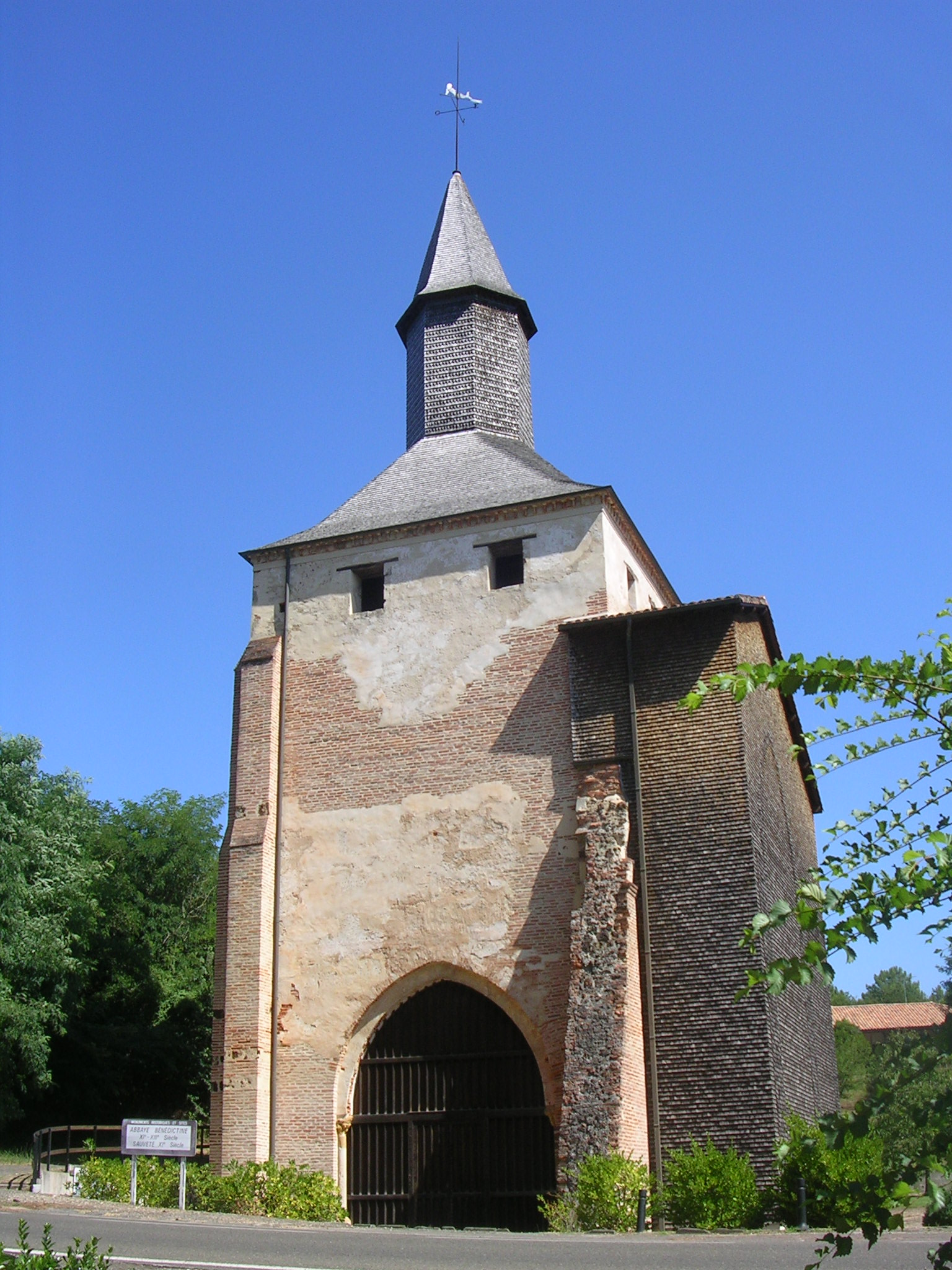
Campanario porche de Mimizan (Landes)
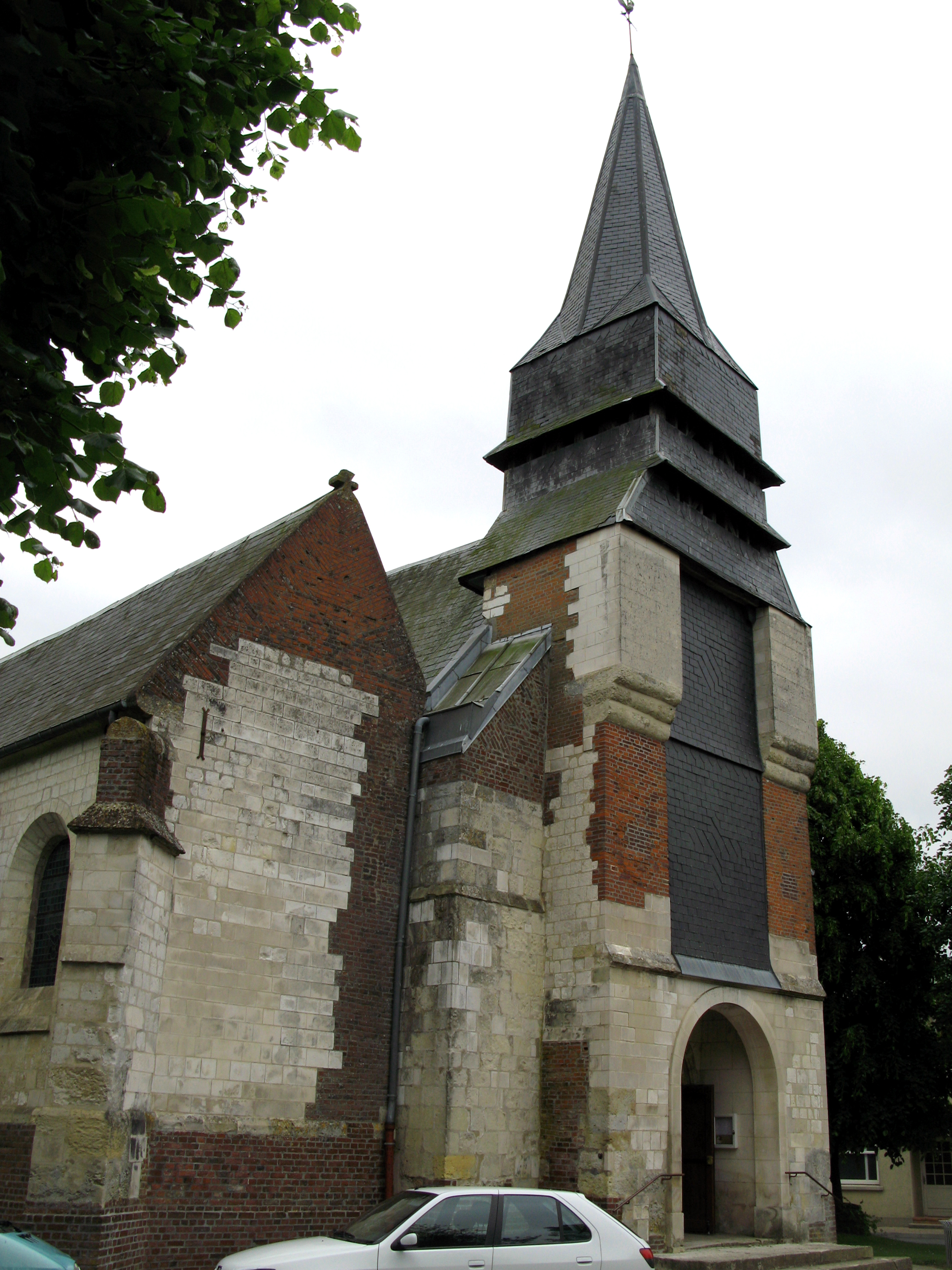
Sains-en-Amiénois
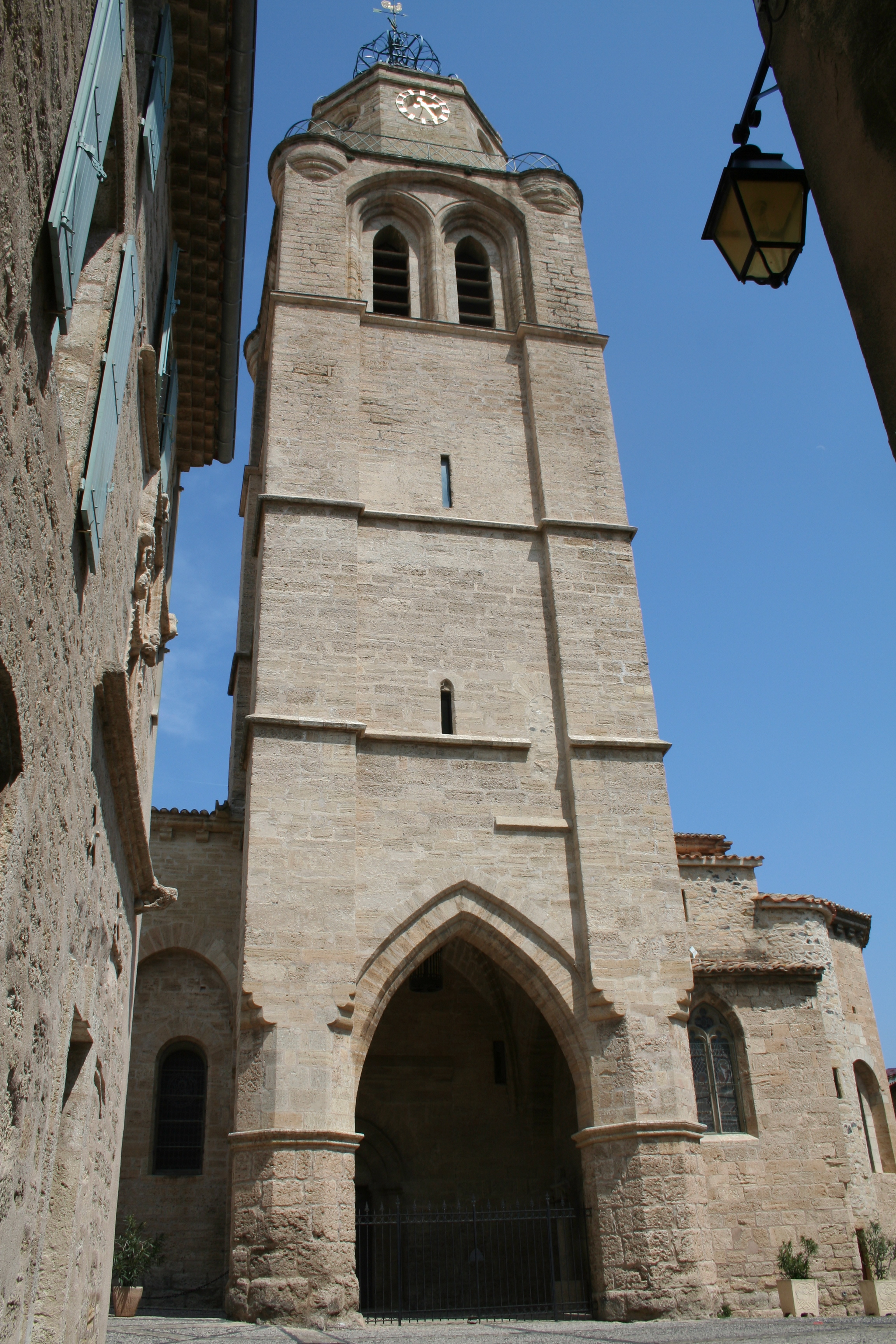
Caux (Hérault)
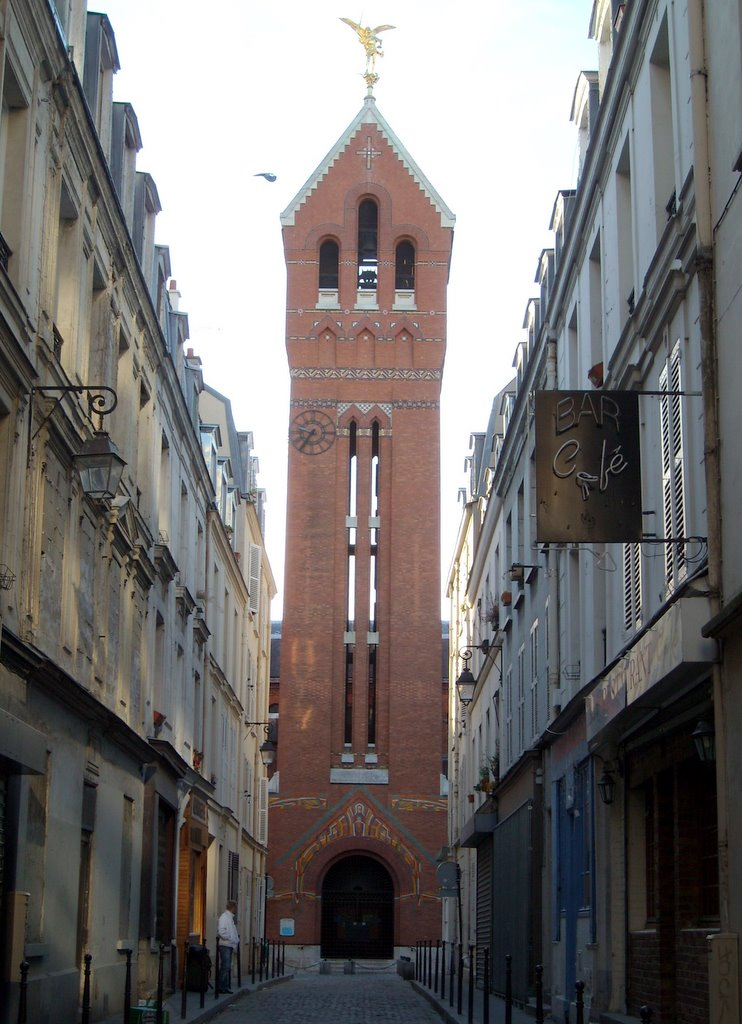
Saint-Michel des Batignolles de Paris
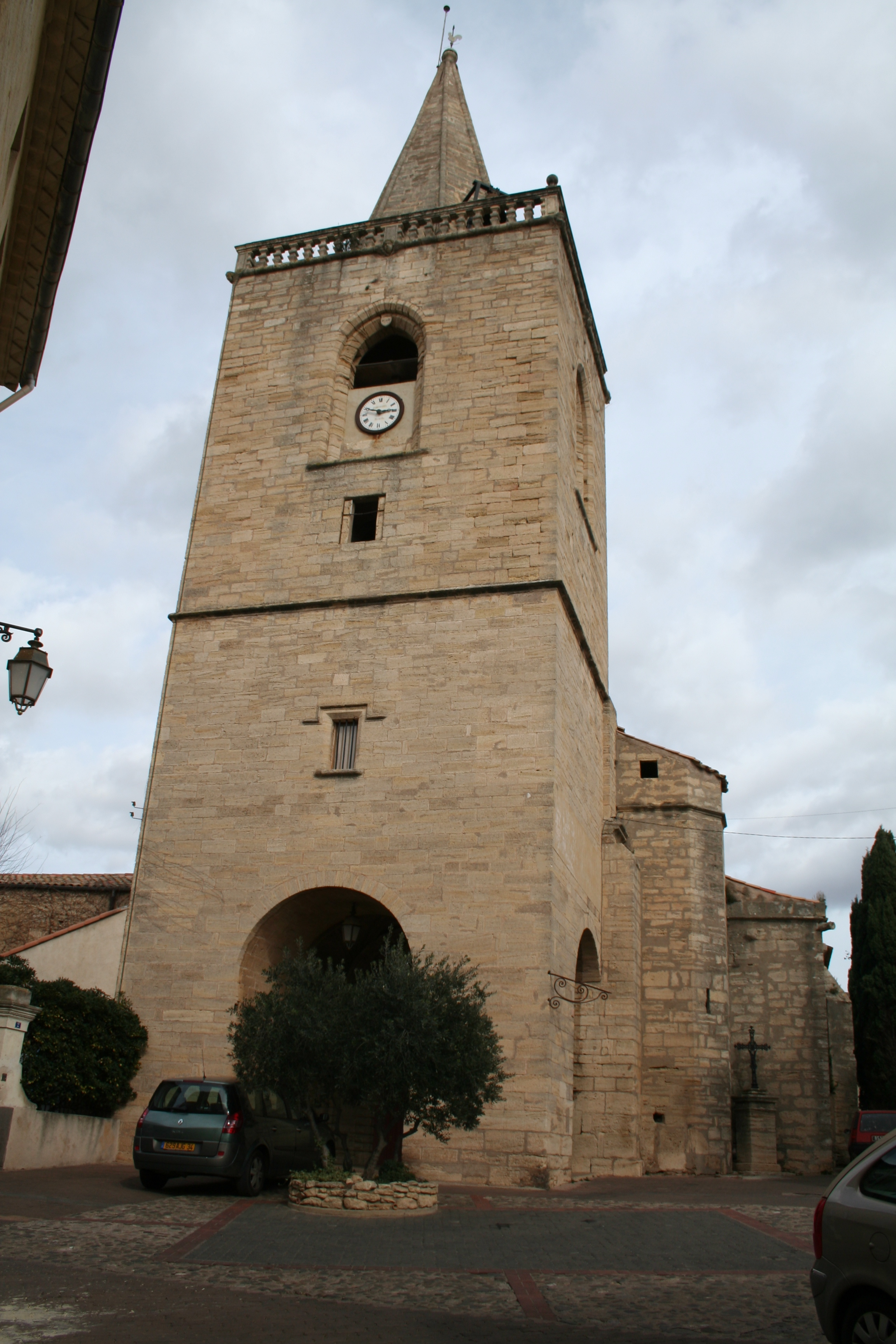
Nézignan-l'Évêque (Hérault)
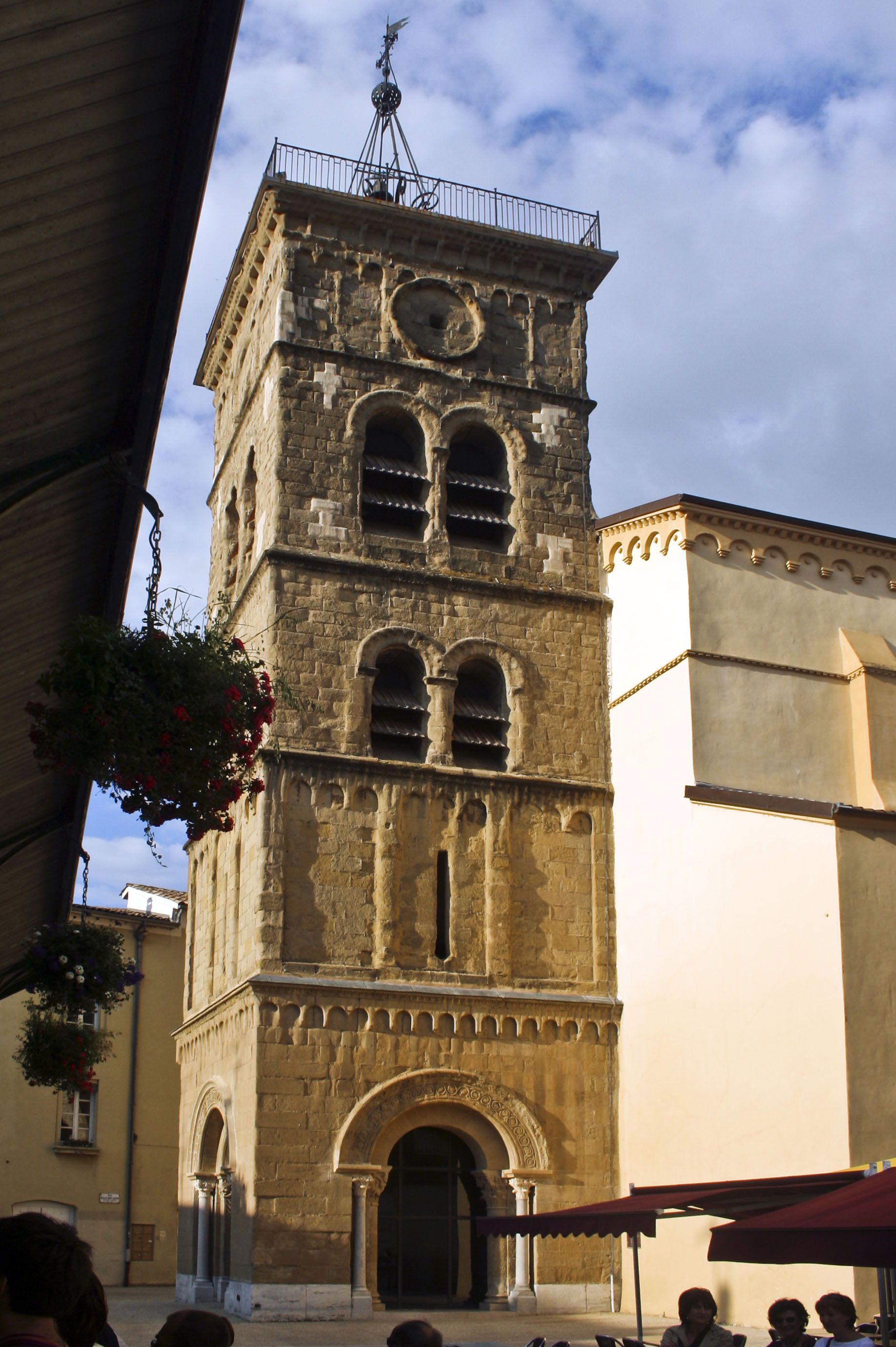
Iglesia Saint-Jean-Baptiste (Valence)
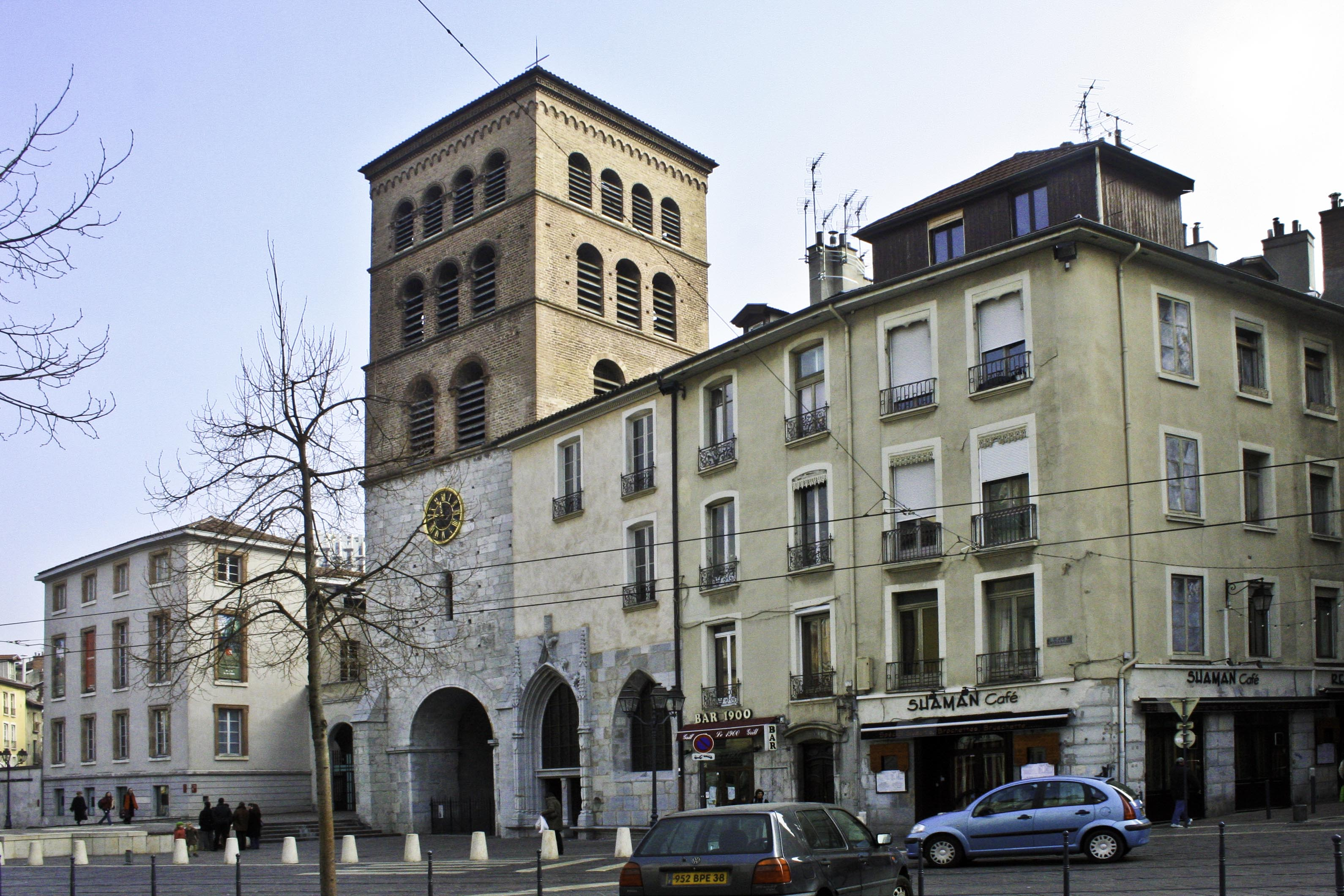
Catedral de Notre-Dame de Grenoble
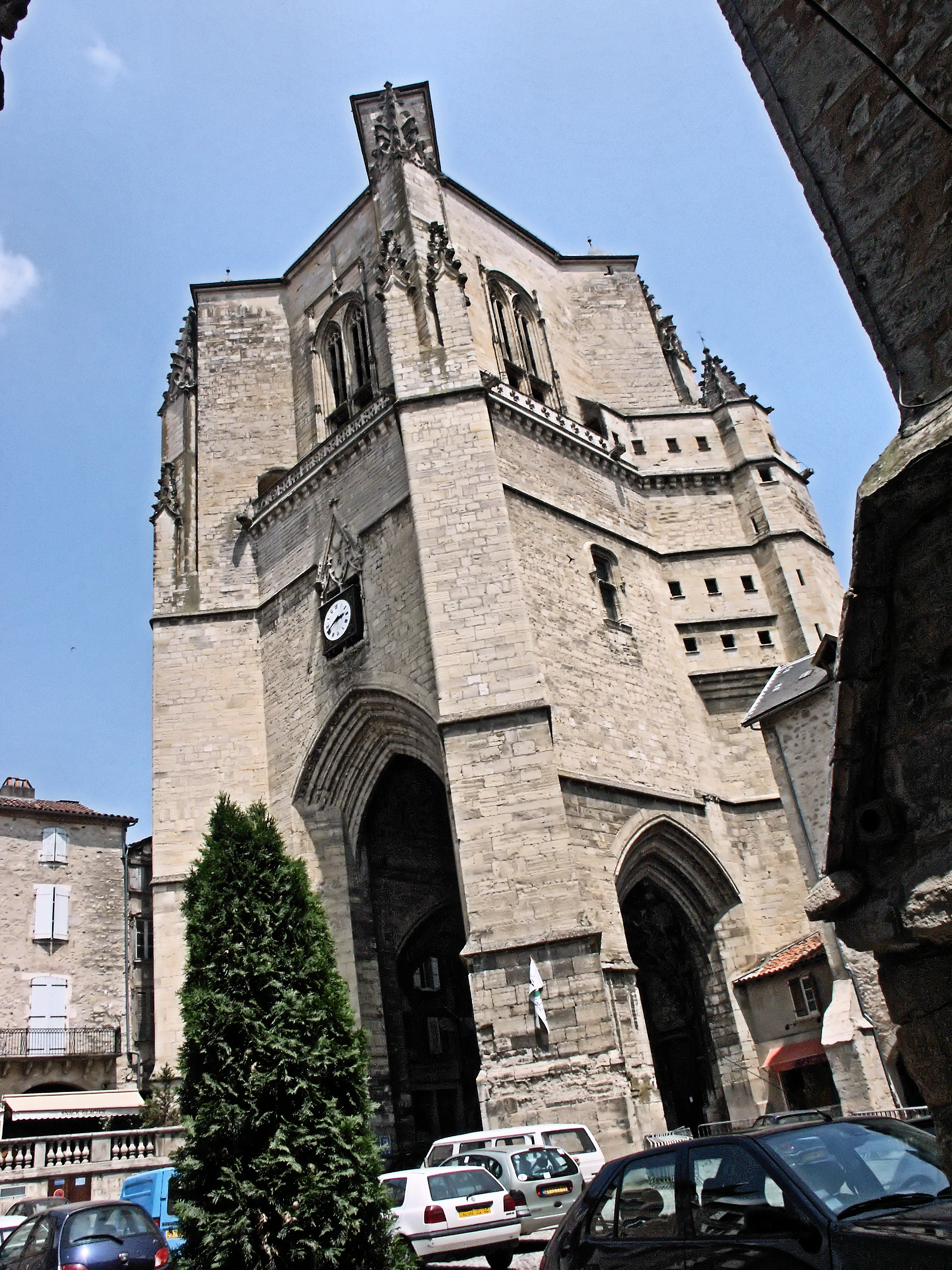
Colegiata Notre-Dame de Villefranche-de-Rouergue
Campanario-porche en el blasón de Soppe-le-Haut

Campanarios-porches brabantinos
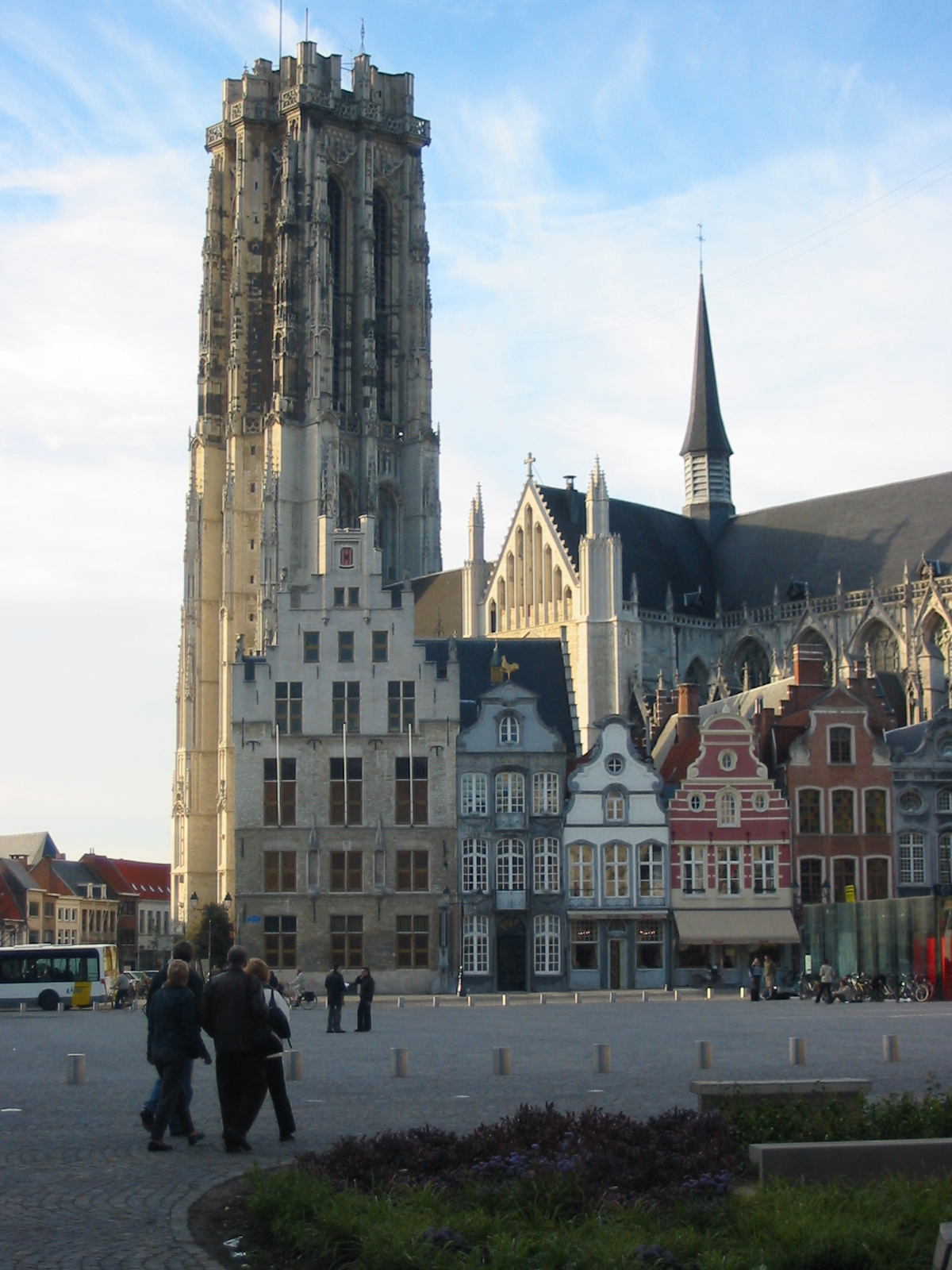
Saint-Rombaut de Malinas
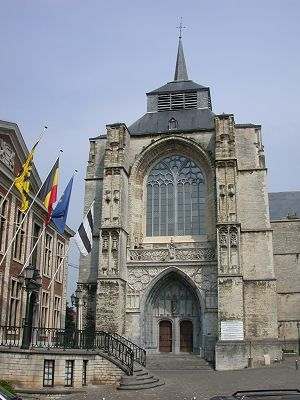
San Sulpicio de Diest
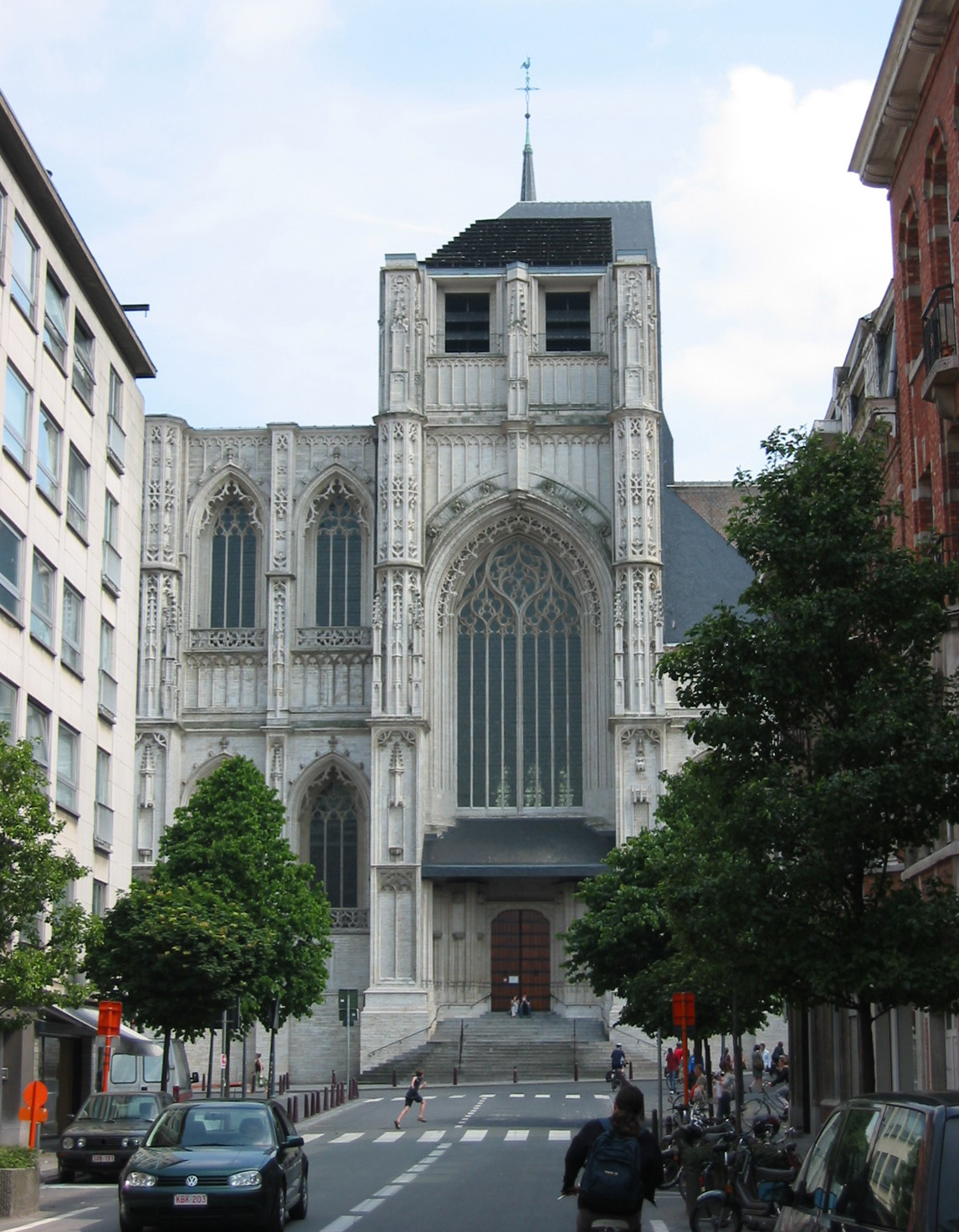
Iglesia de San Pedro de Lovaina